# Painted Desert Inn

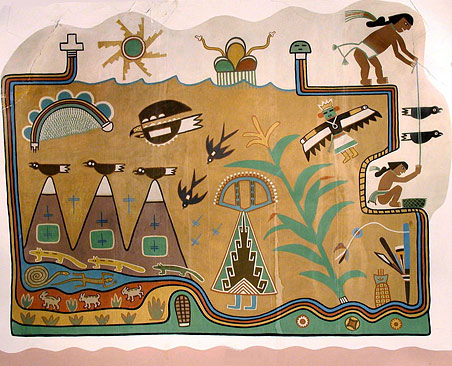
Muralmålning av Fred Kabotie

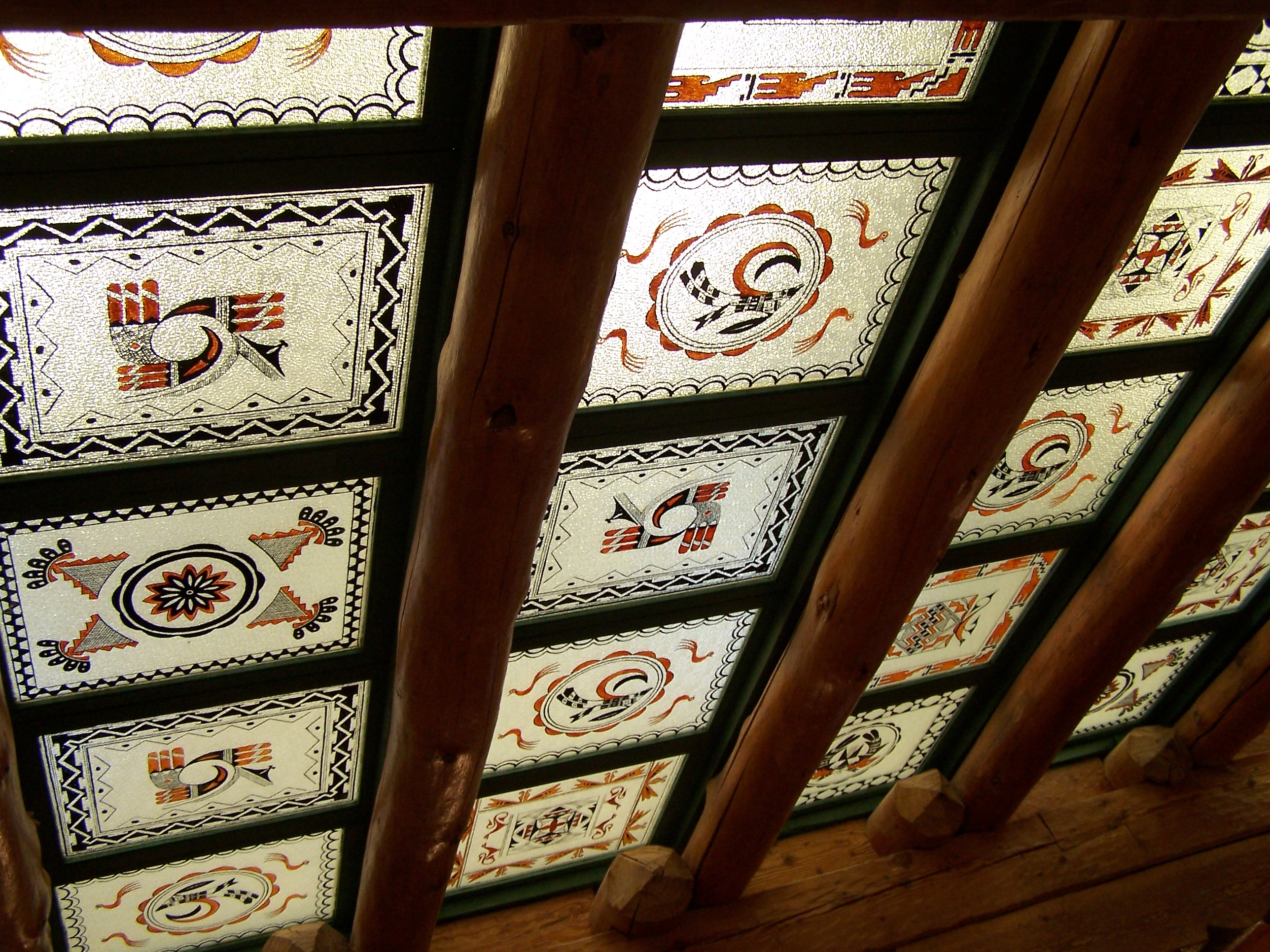
Takfönstermålningar av konstnärer ur Civilian Conservation Corps

Painted Desert Inn är en hotell- och restaurangbyggnad i norra delen av Petrified Forest National Park i Apache County i Arizona. Den ligger nära Interstate 40 och den tidigare Route 66 mellan Albuquerque i New Mexico och Flagstaff i Arizona. Den ligger på en mesa med utsikt norrut över Painted Desert.

## Historik
Hotellet uppfördes i Pueblo Revival-stil 1937–1940 av National Park Services arkitekt Lyle E. Bennett. Byggandet genomfördes av Civilian Conservation Corps, som var ett av de sysselsättningsprojekt som organiserades av Franklin D. Roosevelts administration under Den stora depressionen. En del av huvudbyggnaden var en ombyggnad av ett ursprungligt gästgiveri från 1920-talet, som kallades  Stone Tree House på grund av att förstenat trä från platsen använts som byggnadsmaterial.
Hotellet öppnade 1940, men stängde 1942 efter USA:s inträde i andra världskriget. År 1947 renoverades huset med Mary Colter som arkitekt för byggnaden och för dess inredning och drevs därefter av Fred Harvey Company fram till 1963. Det stängdes då och rivning av det aktualiserades under 1970-talet. Efter protester öppnade byggnaden 1976 med begränsad användning som museum och bokhandel. Det k-märktes också. Den blev ett National Historic Landmark 1987.
Åren 2004–2006 renoverades den igen och blev enbart museum, medan bokhandeln flyttades till nationalparkens Rainbow Forest Museum and Painted Desert Visitor Center..

## Muralmålningar
Hopi-konstnären Fred Kabotie anlitades av Mary Colter för att göra muralmålningar 1947–1948. Fred Kaboties avbildar aspekter på hoipikultur, inklusive en resa genom Painted Desert för att samla ihop koksalt.